# European Inventor Award
Шаблон:Премія
European Inventor Award (укр. Європейська премія винахідників) - щорічна міжнародна нагорода, яку вручає Європейське патентне відомство (EPO) за видатні технічні досягнення, що сприяють інноваціям, сталому розвитку та економічному зростанню. Премію започатковано у 2006 році.

## Опис
Метою нагороди є визнання винахідників та винахідниць, чиї розробки мають значний вплив на повсякденне життя, науку, промисловість та охорону довкілля. Нагороду можуть отримати як окремі особи, так і команди, що представляють як великий бізнес, так і малі та середні підприємства або наукові установи.

## Категорії
Премія вручається в кількох номінаціях:
- Промисловість - для розробок, впроваджених у великих компаніях.
- Малі та середні підприємства (МСП) - для інновацій, створених у рамках малого бізнесу.
- Дослідження - для винаходів з університетів або наукових центрів.
- Країни поза EPO (Non-EPO countries) - для винахідників з країн, які не входять до патентної системи EPO.
- За життєві досягнення - за визначний внесок упродовж всієї професійної кар’єри.
- Приз глядацьких симпатій (Popular Prize) - визначається публічним голосуванням.

## Відбір та церемонія
Кандидатів можуть висувати як установи, так і фізичні особи. Незалежне журі, до якого входять фахівці з різних галузей науки, техніки та права, оцінює номінантів за критеріями інноваційності, практичного впливу та економічної значущості.
Щорічна церемонія нагородження проходить у різних європейських містах, зокрема в Мюнхені, Лісабоні, Парижі та Відні. У 2020 та 2021 роках подія відбувалась онлайн через пандемію COVID-19.

## Значення
European Inventor Award вважається однією з найпрестижніших нагород у сфері винахідництва та інтелектуальної власності в Європі. Вона сприяє популяризації інновацій та формуванню культури визнання науково-технічного прогресу.